# Eleição municipal de Guarujá em 2012
A eleição municipal de Guarujá em 2012 aconteceu em 7 de outubro de 2012 para eleger um prefeito, um vice-prefeito e 17 vereadores no município de Guarujá, no Estado de São Paulo, no Brasil. Foi eleita a prefeita Maria Antonieta de Brito, do PMDB, com 64,25% dos votos válidos, sendo vitoriosa no segundo turno em disputa com Farid Madi (PDT). O vice-prefeito eleito, na chapa de Antonieta, foi Duino Verri Fernandes (PSC).
O pleito em Guarujá foi parte das eleições municipais nas unidades federativas do Brasil. Guarujá foi um dos 1.022 municípios vencidos pelo PMDB; no Brasil, há 5.570 cidades.
A disputa para as 17 vagas na Câmara Municipal de Guarujá envolveu a participação de 393 candidatos. O candidato mais bem votado foi o Bispo Mauro, que obteve 3.525 votos (2,10% dos votos válidos).

## Antecedentes
Na eleição municipal de 2008, Maria Antonieta de Brito, do PMDB, derrotou o candidato do PDT Farid Madi no primeiro turno.  A ex-vereadora teve 52.08% dos votos válidos, em 2008. Antes de vencer a eleição para prefeito, Antonieta foi assessora parlamentar na Assembleia Legislativa, eleita vereadora da cidade em 2000. Em 2004, é candidata a vice-prefeita e, em 2006, tenta uma vaga na Assembleia Legislativa.

## Eleitorado
Na eleição de 2012, estiveram aptos a votar 219.211 guarujaenses, o que correspondia a 70,41% da população da cidade.

## Candidatos 1º Turno
Foram nove candidatos à prefeitura em 2012:Maria Antonieta de Brito do PMDB,  Farid Madi do PDT, Aranha do PT, Waldyr Tamburus do PR, Ribamar do PSB, Airton Sinto do PMN, Nelson Fernandes do PTB, Rubinho do PP e Gentil Nunes do PSOL.
| Candidato(a)                   | Vice                            | Partido | Coligação                                                        |
| ------------------------------ | ------------------------------- | ------- | ---------------------------------------------------------------- |
| Maria Antonieta de Brito       | Duino Verri Fernandes           | PMDB    | "Coragem para Seguir Mudando" (PRB/PMDB/PSC/PHS/PTC/PPL/PC do B) |
| Farid Madi                     | Válter Suman                    | PDT     | "Cidade Viva" (PDT/PPS/DEM/PSD)                                  |
| Sidnei Aranha                  | Amós Silvino                    | PT      | "Queremos Guaruja com a Cara do Brasil" (PT/PSL)                 |
| Waldyr Tamburus                | Neto Tucunduva                  | PR      | "Guarujá tem Remédio" (PR/PSDB)                                  |
| José Ribamar Belizário Brandão | William Lancellotti             | PSB     | "Amigos da Cidade" (PSDC/PRTB/PSB/PV)                            |
| Airton Sinto                   | Marquiel Francisco de Melo      | PMN     | "Guaruja de Cara Nova Guaruja de Ficha Limpa" (PMN/PTdoB)        |
| Nelson Fernandes               | Lealdino Sampaio Pedreira Filho | PTB     | (PTB)                                                            |
| Rubens de Oliveira             | Alexandre Pedroso Ribeiro       | PP      | "Guarujá Rumo ao Progresso" (PP/PTN)                             |
| Gentil Nunes                   | Luciano Alberto de Souza Silva  | PSOL    | (PSOL)                                                           |

## Candidatos 2º Turno
O Segundo turno foi disputado por Maria Antonieta de Brito e Farid Madi.
| Candidato(a)             | Vice                  | Partido | Votos            |
| ------------------------ | --------------------- | ------- | ---------------- |
| Maria Antonieta de Brito | Duino Verri Fernandes | PMDB    | 106.415 (64,25%) |
| Farid Madi               | Válter Suman          | PDT     | 59.200 (35,75%)  |

## Resultados

### Prefeito
No dia 28 de outubro, Maria Antonieta foi reeleita com 64,25% dos votos válidos.
| Candidato(a)                    | Vice                        | 2º Turno 28 de outubro de 2012 | 2º Turno 28 de outubro de 2012 |
| Candidato(a)                    | Vice                        | Votação                        | Votação                        |
|                                 |                             | Total                          | Porcentagem                    |
| ------------------------------- | --------------------------- | ------------------------------ | ------------------------------ |
| Maria Antonieta de Brito (PMDB) | Duino Verri Fernandes (PSC) | 106.415                        | 64,25%                         |
| Farid Madi (PDT)                | Valter Suman (PSD)          | 59.200                         | 35,75%                         |
| Total de votos válidos          | Total de votos válidos      | 165.615                        | 93,73%                         |
| Votos apurados                  | Votos apurados              | 176.699                        | 100%                           |
| Total de eleitores              | Total de eleitores          | 219.211                        | 100%                           |
| Abstenções                      | Abstenções                  | 42.512                         | 19,39%                         |
| Votos em branco                 | Votos em branco             | 5.080                          | 2,87%                          |
| Votos nulos                     | Votos nulos                 | 6.004                          | 3,40%                          |

### Vereador
Dos dezessete (17) vereadores eleitos, onze (11) foram por Quociente Partidário. Os outros seis vereadores foram eleitos por média. O vereador mais votado foi Bispo Mauro (PRB), que teve 3.525 votos.O PMDB é o partido com o maior número de vereadores eleitos (4), seguido por PSB, PDT, PRB, PPS, PT, PSD, PR e DEM.